# Шестовиця
Шестови́ця — село в Україні, у Киїнській сільській громаді Чернігівського району Чернігівської області. Населення становить 477 осіб. Відстань до райцентру близько 20 км — автошлях E95

## Походження назви
Існує кілька версій походження назви села:
1. походить від слова «шестак», яким називали шостого сина з боярського роду;
2. взимку шлях позначали «шестами» — жердинами-віхами, щоб подорожні не збилися з нього;
3. у перекладі з давньолитовської мови Шестовиця означає підвищення над болотистою місцевістю;
4. від боярського роду Шестовицькі;
5. від слова šostan [шостан] (іран. — омиватися[2]);[уточнити] крім іранізму ШЕСТАвиця серед місцевих топонімів спостерігаються інші назви іраномовного походження: населені пункти Киїнка, Гущин, Козероги та ін. [джерело?]

## Історія
Вперше згадується під 1523 р. За даними археологічних досліджень, поселення на місці Шестовиці існувало у VIII — ІХ ст.
У XVII–XVIII ст. село входило до складу володінь боярської родини Грязних, слабинських сотників та чернігівських полковників, представників козацького роду Лизогубів та надвірного радника Селецького.
За козацьким адміністративно-територіальним поділом у XVII — XVIII ст. село входило до складу Слабинської сотні Чернігівського полку. У 1782 році входить до складу Слабинської волості Чернігівського повіту. З 1923 року село центр Шестовицької сільської ради в складі Козлянського (з 1935 — М.-Коцюбинського), а з 1963 — Чернігівського районів.
Село постраждало внаслідок геноциду українського народу, проведеного урядом СРСР 1932—1933. Село піддано терору «чорною дошкою».
На території села проходили зйомки художніх фільмів «Підпільний обком діє» та «В бій ідуть самі „старі“».
До 2018 орган місцевого самоврядування — Шестовицька сільська рада.

## Із літопису села
кінець ІХ — початок ХІ ст. — функціонування Шестовицького комплексу в урочищі Коровель. Археологічні дослідження комплексу виявили матеріал, який є
| “...эталонным для решения многих вопросов истории Древнерусской государственности эпохи ее становления…, что городище имело сложную систему укреплений, не имеющую аналогий на других синхронних памятниках региона. Кроме фортечных укреплений с севера до городища примыкал достаточно обширный…посад…”. |

Шестовицьке городище IX—X ст. (реконструкція)

Головна функція Шестовицького комплексу полягала в контролі над Черніговом. Цьому сприяло вигідне географічне розташування городища. Воно знаходилося в точці максимального зближення водної й сухопутної доріг до Києва, забезпечуючи надійний контроль (а при необхідності — й блокування) обох. На заході до підніжжя городища підходила р. Жердова, що впадала в р. Десну трьома рукавами, річища яких використовувалися для стоянки та ремонту суден. Підходи із півдня й сходу прикривалися численними старицями. Єдиним відкритим для штурму напрямом залишався північний, що дозволило доволі успішно захищати городище навіть силами невеликої професійної дружини.
Другим важливим напрямом діяльності жителів Шестовиці була участь в організації великокняжого полюддя.
На початку ХІ ст. суттєво змінилася політична ситуація на Русі:
|  | В ходе… борьбы власть на Левобережье в 1023 г. захватил энергичный тьмутороканский князь Мстислав Храбрый. В то же время, гарнизоны контролировавших все подступы к Чернигову застав, по-видимому, сохраняли верность Киеву, и Мстислав, готовившийся к решительному столкновению с братом, вряд ли рискнул бы оставить у себя в тылу эту “пятую колонну”. Пережив в Х в. свой “звездный час”, Шестовицкое городище никогда более не достигало прежнего уровня развития |

середина ХІ—ХІІІ ст.
В середині ХІ ст. позиції городища відновлюються, однак у кінці ХІ ст. оборонні споруди згоріли. На початку ХІІ ст. воно відбудовується, причому відбувається заміна каркасноплітньових стін на типовіші для середньовічної Русі стіни зрубної конструкції. Однак в середині ХІІ ст. городище знову піддалося військовому розгрому.
Відсутні достовірні відомості про його долю у ХІІІ ст. Ймовірно, в жовтні 1239 р. городище завчасно залишили жителі без спротиву. Центр життя цього мікрорегіону, мабуть, переноситься на городище в центрі сучасного села, назва якого прослідковується в письмових джерелах як мінімум з рубежу XV — XVI ст. На самому ж городищі Кровель життя тривалий час не відроджувалося. У XVII — XVIII ст. територія городища використовувалася як сільське кладовище. Лише на початку XIX ст. тут деякий час існував хутір.
Див. також Шестовицький могильник.
1509 р. — у метричних реєстрах зберігається запис про боярина «Шестовицького з Чернигова».
1523 р. — перша письмова згадка в «Книге большому чертежу» про Шестовицю з військовими укріпленнями часів Київської Русі в урочищі «Городок».
1660 р. — діє Миколаївська церква. Перебудована у 1772 році. У 1875 році зазначається:
| “...церков куплена в 1835 году в Чернигове, построена прихожанами и с помощью доброхотов”. Нова дерев’яна споруда збудована у 1878 році, “...церква построена вновь старанием прихожан с помощью доброхотных пожертвований…”. |
1666 р. — у «Переписній книзі» зазначається, що мешканці села мають вотчину (пасіку) «…за ту вотчину за медвеной оброк платят гетману по гривне».
1709 р. — дружина чернігівського полковника Агафія Лизогуб подарувала церкві Євангеліє друковане 1648 році.
1730 р. — «Генеральное следствие о маєтностях Черниговского полка» зазначає:
|  | Шостовиця – 22… дворов. …и владелы черниговские полковники, а ныне владеет бывшего черниговского полковника Якова Лизогуба внук, бунчуковый товарищ Семен Лизогуб, по жалованной грамоте, данной ему Семену 1719 году в спокойное владение, и за службы тестя его гетьмана Скоропадского. Оные села наперед нынешнего владельцы, по сказках тих же сел старожилов, як оны упомнят, были во владении у сотников слабинских… Семен Лизогуб обяви подлинную жалованную грамоту 1690 году деду его Якову Лизогубу данную, на село Слабин з приселками Шестовицею |

1732 р. — при сільський церкві діє школа, у 1860-их рр. — церковно-парафіяльна школа (у 1869 році навчається 12 учнів, у 1882 — 1889 рр.- земська школа; 23 листопада 1894 року у церковному приміщенні відкрито церковну школу грамоти;1897 році — початкову народну школу. В 1927 році побудовано сучасну школу.
1874 р. — шестовицькі кургани привертають увагу дослідників. М. О. Константинович у доповіді на ІІІ Археологічному з'їзді у Києві «О курганах Черниговского уезда» зазначав:
.
| “Недалеко от д. Шестовица, есть 3 групы курганов, расположенных в луговой местности, ежегодно окружаемой заливною водою Десны”. |
Він же відзначив, що шестовицькі кургани вже тоді піддавалися грабіжницьким розкопкам скарбошукачами. На деяких із поруйнованих курганів М. Константинович провів перевірочні розкопки, що зафіксували на дні грабіжницьких ям сліди поховальних кострищ з рештками тілоспалень. Імовірно, саме з таких «аматорських розкопок» і надійшов у 1870-х роках до Археологічного музею Київського університету Св. Володимира меч, що походив з уранового поховання за обрядом кремації на стороні. Яскраві знахідки свідчили про неординарний характер пам'ятки, що не могло не зацікавити фахівців. Ще 1905 року співробітник Чернігівської Губернської Вченої Архівної Комісії П. Добровольський отримав від Імператорської архівної комісії «Відкритий лист» на дослідження поблизу с. Шестовиця, проте за певних обставин реалізувати задум не зміг. Дещо пізніше кургани в ур. Коровель згадують П. Уварова та Д. Самоквасов. Деякі знахідки з них демонструвалися на виставці, присвяченій XIV Археологічному з'їзду в Чернігові у 1908 році, що привернуло до пам'ятки додаткову увагу науковців .

Археологічні розкопки поблизу с. Шестовиці

## Історія
За даними на 1859 рік у козацькому й власницькому селі Чернігівського повіту Чернігівської губернії мешкало 868 осіб (415 чоловічої статі та 453 — жіночої), налічувалось 125 дворових господарств, існувала православна церква й винокурний завод.
Станом на 1886 у колишньому державному й власницькому селі Слабинської волості мешкало 965 осіб налічувалось 150 дворових господарства, існували православна церква, постоялий будинок, 14 вітряних млинів, маслобійний і винокурний заводи.
1892 р. — у селі сталась епідемія холери.
За переписом 1897 року кількість мешканців зросла до 1330 осіб (639 чоловічої статі та 691 — жіночої), з яких 1330 — православної віри.
У 1917—1920 у селі кілька разів змінювалась влада. Остаточну владу отримали більшовики.
1925–1927 рр. — за дорученням Чернігівського державного історичного музею перші археологічні дослідження комплексу пам'яток доби Київської Русі на правому березі Десни в урочищі Коровель біля села Шестовиця проводить завідувач археологічним відділом Петро Іванович Смолічев, складає перший план цього комплексу.
1930–1937 рр. — необґрунтовано репресовані:
- Лавр Матвійович Мекшун (1874 — 1930) — одноосібник, реабілітовано у 1989 р.
- Федір Іванович Рибалко(1890 — 1937) — одноосібник, 1989 р.
- Антон Максимович Якуга (1877 — 1930) — одноосібник, 1989 р.

1938 р., 25-27 серпня — на першій районній колгоспній спартакіаді сільські спортсмени стали призерами.
1941 р., 8 вересня — село окуповане німецькими загарбниками. У німецьке рабство вигнано 85 людини, спалено 71 будинок, знищено 56 чоловік. За час окупації німці нанесли збитків на суму 1,906.932 крб.
1943 р., 19 вересня — село звільнено від німецької окупації 896 стрілецький полк 211 стрілецькою дивізією радянської армії. На фронтах Німецько-радянської війни 1941 — 1945 рр. воювало 533 воїнів — односельців, з них 356 нагороджені бойовими орденами та медалями уряду СРСР.
1960 р., 14 січня — у центрі села розпочато буріння свердловини для артезіанського колодязя.
1991 р., вересень — перша черга, а це 12 км газопроводу, почала діяти, 25 сімей одержали газ.
1992 р., вересень — технік штучного запліднення корів Валентина Олександрівна Островська із колгоспу «Придеснянський» здобула перемогу на обласному конкурсі серед техніків штучного запліднення сільськогосподарських тварин. А на республіканському конкурсі виборола почесне третє місце і була нагороджена бронзовою медаллю змагання.
1992 р., жовтень — футбольна команда «Десна» стала чемпіоном району. Це перша вагома перемога з дня заснування -1972 рік. У 1995 році команда стає володарем кубка району, а в 1996 році — володарі суперкубку району.
1994 р., жовтень — на змаганнях з чотириборства «Дружба» у залік районної спартакіади серед учнів неповних середніх шкіл відзначився учень Шестовицької школи Андрій Колобой.

### Російсько-українська війна
Під час російського вторгнення в Україну у 2022 році село перебувало під російською окупацією з 28 лютого по 31 березня . За час окупації російські військові вбили щонайменше 2 мешканців села. Крім того, росіяни розстрілювали колони тих, хто намагався покинути село. Води в селі не було, бо окупанти вибирали її всю з криниць. Росіяни займалися грабунком населення — забирали машини, відібрали техніку місцевого фермера, спалювали хати.

## Населення

### Мова
Розподіл населення за рідною мовою за даними перепису 2001 року:
| Мова       | Кількість | Відсоток |
| ---------- | --------- | -------- |
| українська | 677       | 98.40%   |
| білоруська | 6         | 0.87%    |
| російська  | 5         | 0.73%    |
| Усього     | 688       | 100%     |

## Відомі люди села
- Милорадович Володимир Миколайович (1789–1864) — походив з дворянської родини, служив у Маріупольському гусарському полку, був нагороджений орденами святої Анни[15] 2-го ст. (1813 р. у Богемії при Кульмені) та св. Володимира 4-го ст.(1813 р. за Бородинську битву). Жив у селі з 1830 по 1864 роки, займався організацією процесу навчання сільських дітей.
- Кругол Павло Кирилович(1924–2004) — учасник Другої Світової війни 1941–1945 рр., нагороджений орденами Слави ІІІ ст. та Вітчизняної війни І ст., трьома медалями «За відвагу», медаллю «За бойові заслуги», інші[16].

Морачевський П. С.

- Морачевський Пилип Семенович (1806–1879) — уродженець Шестовиці, поет, письменник, перекладач, драматург. Першим переклав на українську мову святе Євангеліє[17] .
- Крутик Михайло Іванович (1926 р. н.) — працював головою колгоспу «Ленінський шлях» (1968—1992), нагороджений Орденом Трудового Червоного Прапора (1975), зробив значний внесок у розбудову села, за його клопотанням у село в 1991 році проведено газ. Почесний громадянин Севастополя, має медаль «В ознаменування 175-річчя Севастополя»[18].
- Балдовський Єфрем — останній сільський священик, був шанованою людиною в селі, незважаючи на чергові утиски церкви з боку влади у 60-х рр., здійснював православні богослужіння та обряди.
- Данилевський Іван Андрійович — уродженець Шестовиці, професор, працював у Києві лікарем-окулістом, з 1967 року на пенсії[19].
- Кирда Ніна Петрівна (1929 р. н.) — працювала фельдшером у 1960–1989 рр., своєю невтомною працею здобула повагу поміж односельців.
- Кондрашевський Анатолій Миколайович (01.06.1941) — уродженець Шестовиці, керівник народного ансамблю «Дивосвіт», член Національної спілки музичних діячів України, заслужений артист України[20] .
- Лавріненко Іван Михайлович (1945 р. н.) — уродженець Шестовиці, по закінченню у 1960 році школи поступив до Чернігівського медичного училища на фельдшерське відділення. Після навчання працював у селі Будище фельдшером. Після служби в армії навчався в Ніжинському педагогічному інституті. Працював на комсомольській роботі та в апараті ЦК ЛКСМУ. У 1980 році стає кандидатом історичних наук, працює у Московському інституті молоді(сучасне — Московська гуманітарно-соціальна академія), у 1994 році стає деканом першого в Росії факультету соціальної роботи. З 1994 року доктор історичних наук, професор. Має звання почесного працівника вищої професійної освіти РФ, дійсний член Академії соціальної освіти, Міжнародної педагогічної академії, автор багатьох наукових праць[21] .
- Селівон Микола Федосович (30.10.1946 р. н.) — уродженець Шестовиці, голова Конституційного Суду України (2002–2005), з 2006 року Надзвичайний та Повноважний Посол України в Киргизстані, кандидат юридичних наук, член Спілки юристів України, заслужений юрист України, автор близько 30 наукових праць[22].

## Історичні та історико-архітектурні пам'ятки
На території села розташовано всесвітньо відомий комплекс пам'ятників в урочищі «Коровель», де є понад 20 скандинавських поховань. Коровель у перекладі з стародавньої скандинавської мови означає «долина, заплава, що поросла чагарниками, підлісок». Коровель є першою високою точкою на правому березі Десни після Болдиної гори в м. Чернігові і тому там знаходилася фортеця, в якій несли службу найманці — варяги, які, як видно з археологічних досліджень, були асимільовані місцевим населенням.
Під селом Шестовиця щорічно проходить фестиваль історичного фехтування та слов'яно-варязької культури.Він є уособленням бойової та творчої краси, мужності та винахідливості наших предків, морально-етичних та культурних цінностей слов'янського народу. Це взірець патріотичного виховання молоді.
Програма фестивалю традиційно включає змагання і показові виступи з різних видів стародавніх єдиноборств, бугурти, конкурс історичного костюма, екскурсії в табір археологів, виступи менестрелів, майстер-класи, народні забави, виставки традиційних ремесел і народних промислів, фаєр-шоу та інші цікаві заходи.

## Населення

### Кількість населення
| Поч. XVIII ст. | Кін. XVIII ст. | 1858 р. | 1892 р. | 1896 р. | 1917 р. | 2010 р. |
| -------------- | -------------- | ------- | ------- | ------- | ------- | ------- |
| 22             | 75             | 125     | 194     | 211     | 275     | ?       |

| Категорії населення                 | на 01.01.2010 р. | у відсотках |
| ----------------------------------- | ---------------- | ----------- |
| всього                              | 593              | 100         |
| чоловіків                           | 275              | 46,5        |
| жінок                               | 318              | 53,6        |
| особи до 30 років                   | 138              | 23,3        |
| в тому числі дітей дошкільного віку | 20               | 12          |
| дітей шкільного віку                | 29               | 21          |
| особи від 30 до 60 років            | 213              | 35,9        |
| громадян пенсійного віку            | 242              | 40,8        |

### Освіта
| Кількість шкіл | Розрахункова кількість місць | Фактична кількість учнів | Фактична кількість вихователів, вчителів |
| -------------- | ---------------------------- | ------------------------ | ---------------------------------------- |
| 1              | 120                          | 27                       | 14                                       |

### Заклади культури
| Будинки культури | Клуби | Бібліотеки | Музеї |
| ---------------- | ----- | ---------- | ----- |
| 1                | 0     | 1          | 1     |

## Галерея

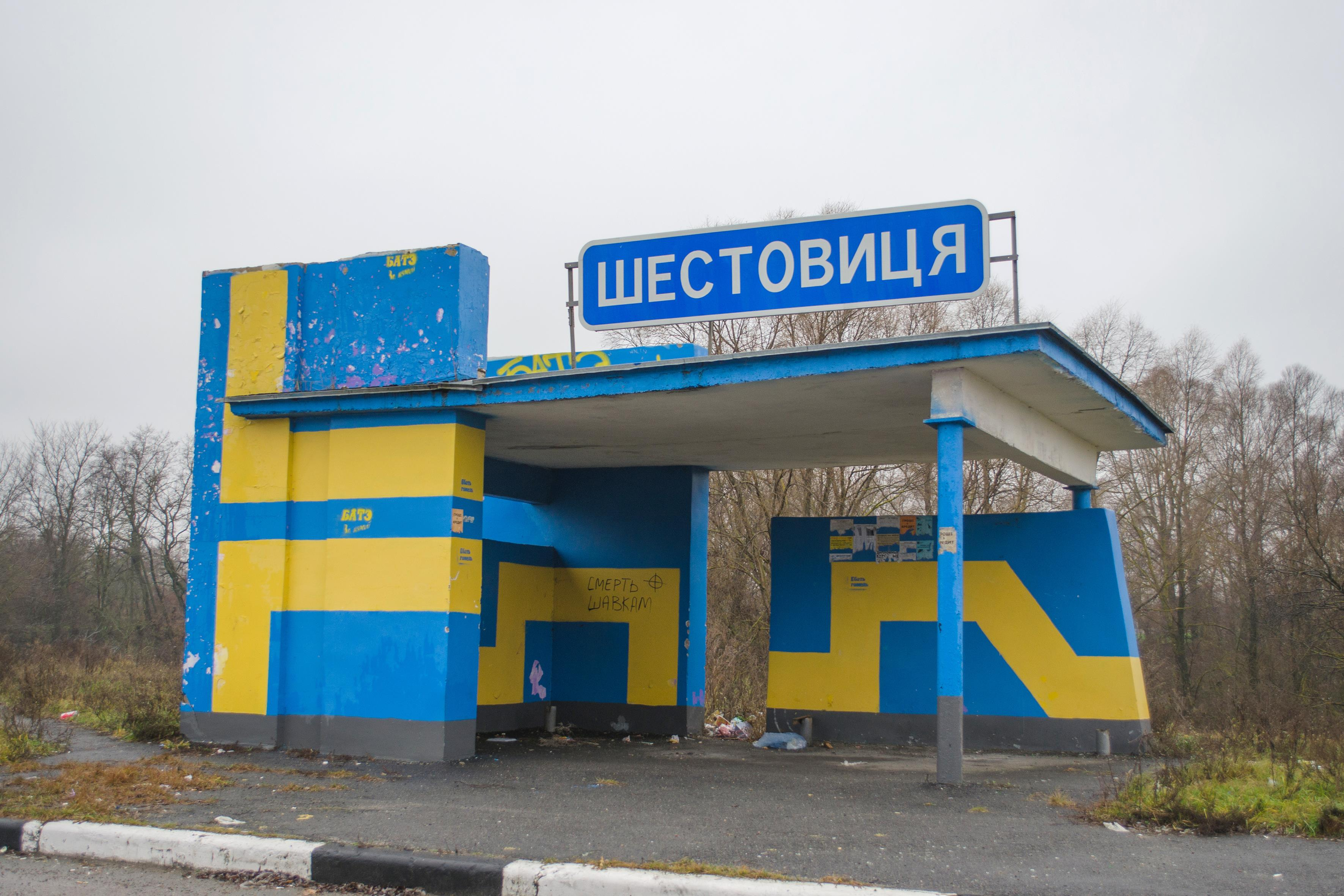
Зупинка
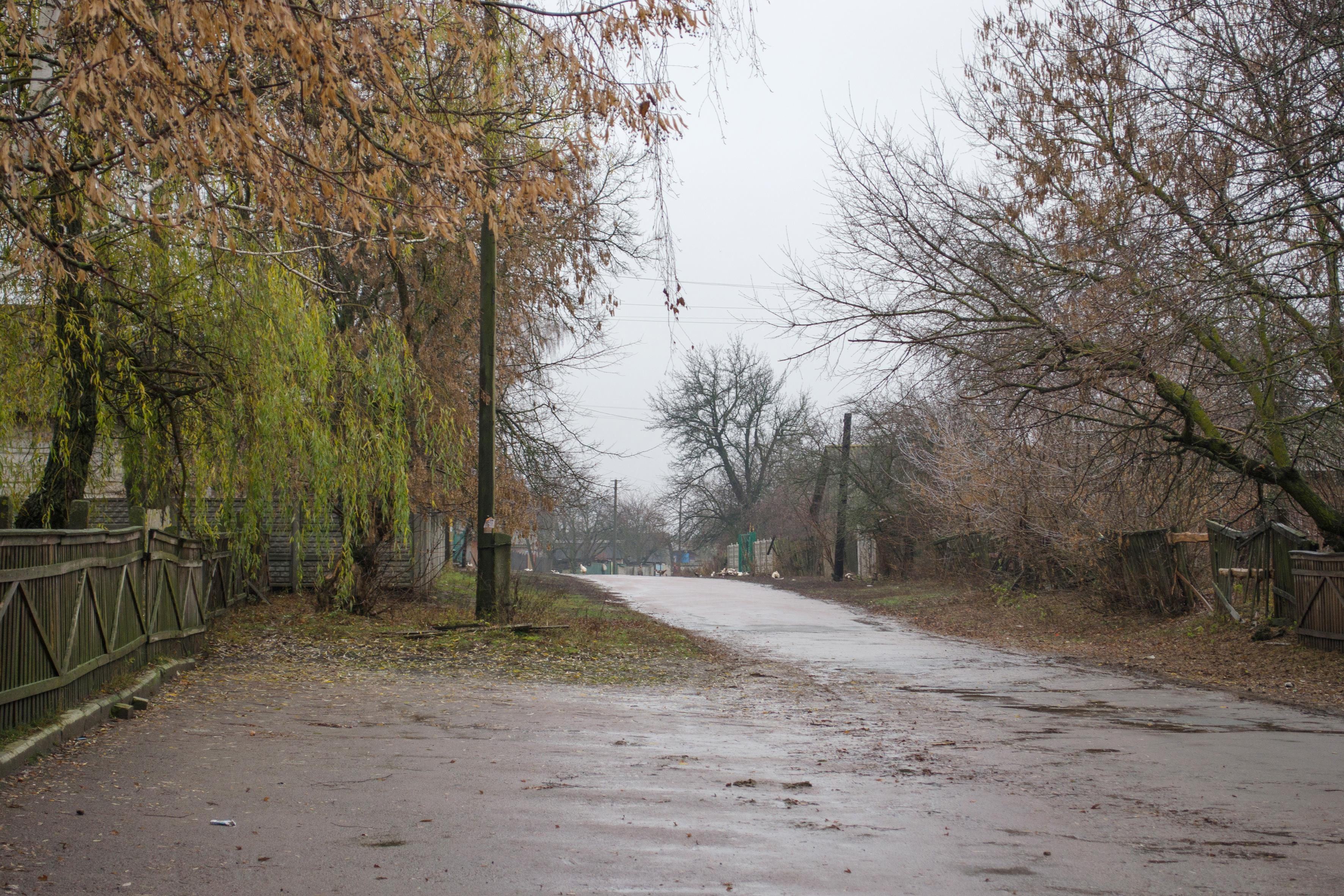
Вулиця
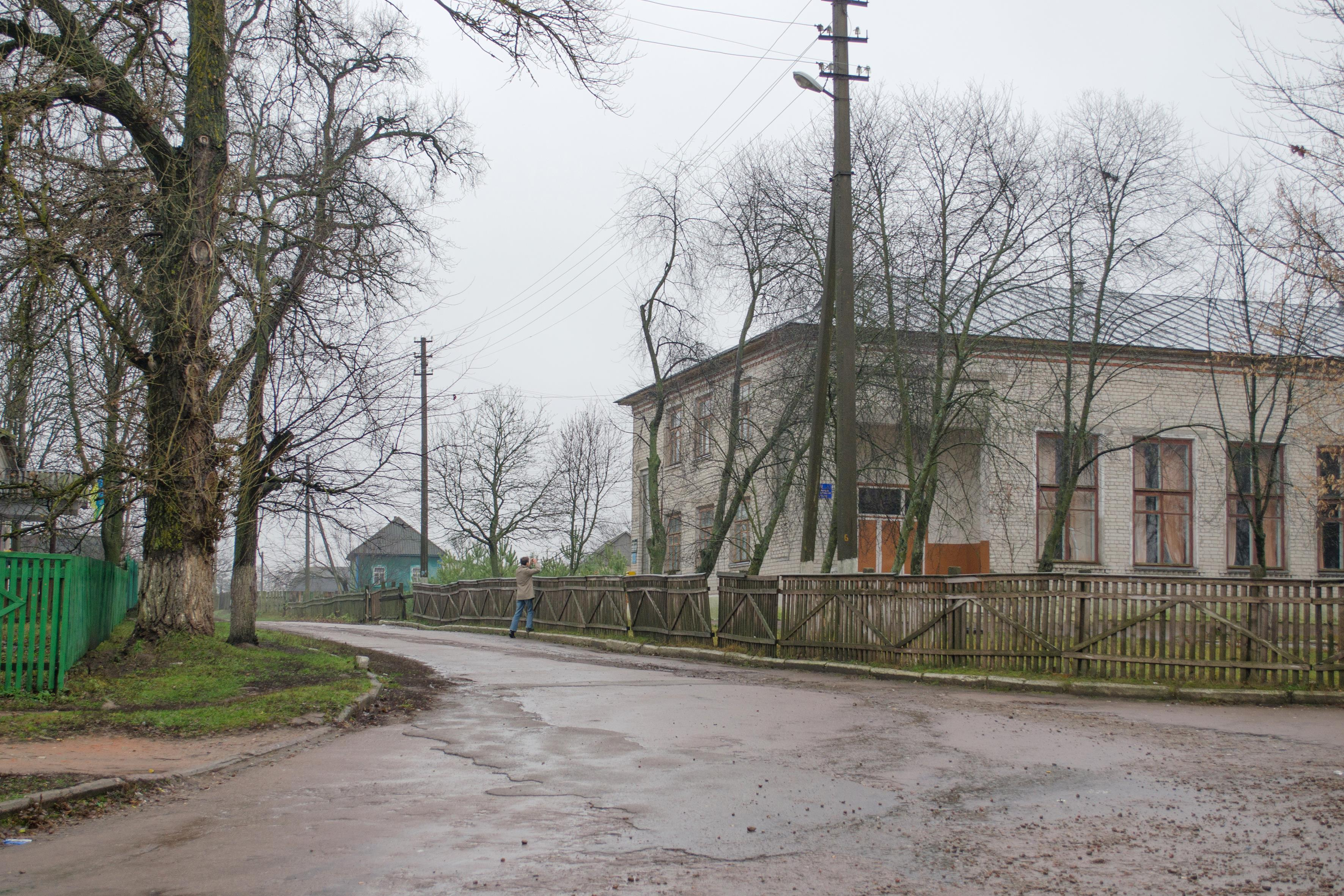
Клуб культури
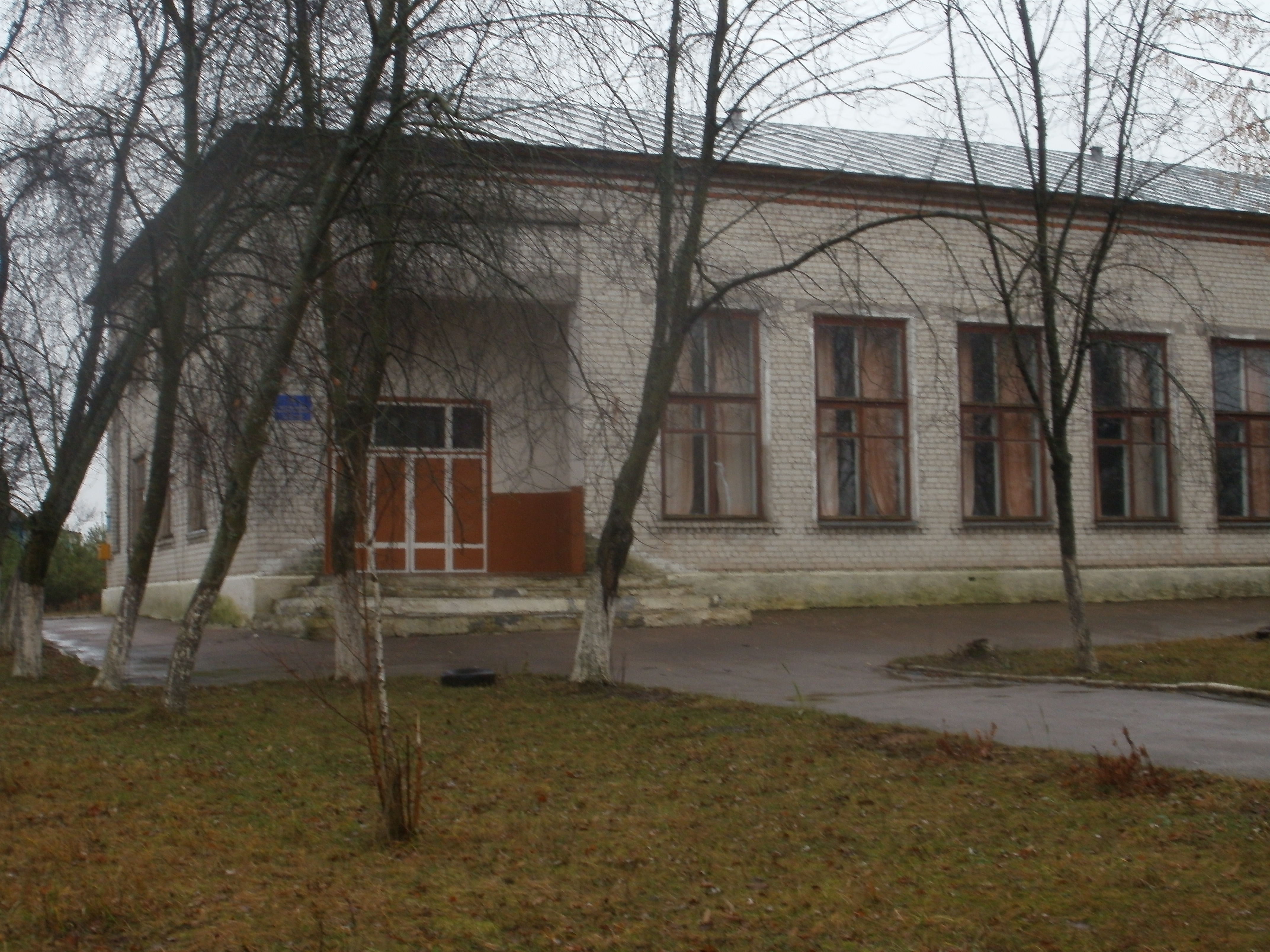
Клуб культури
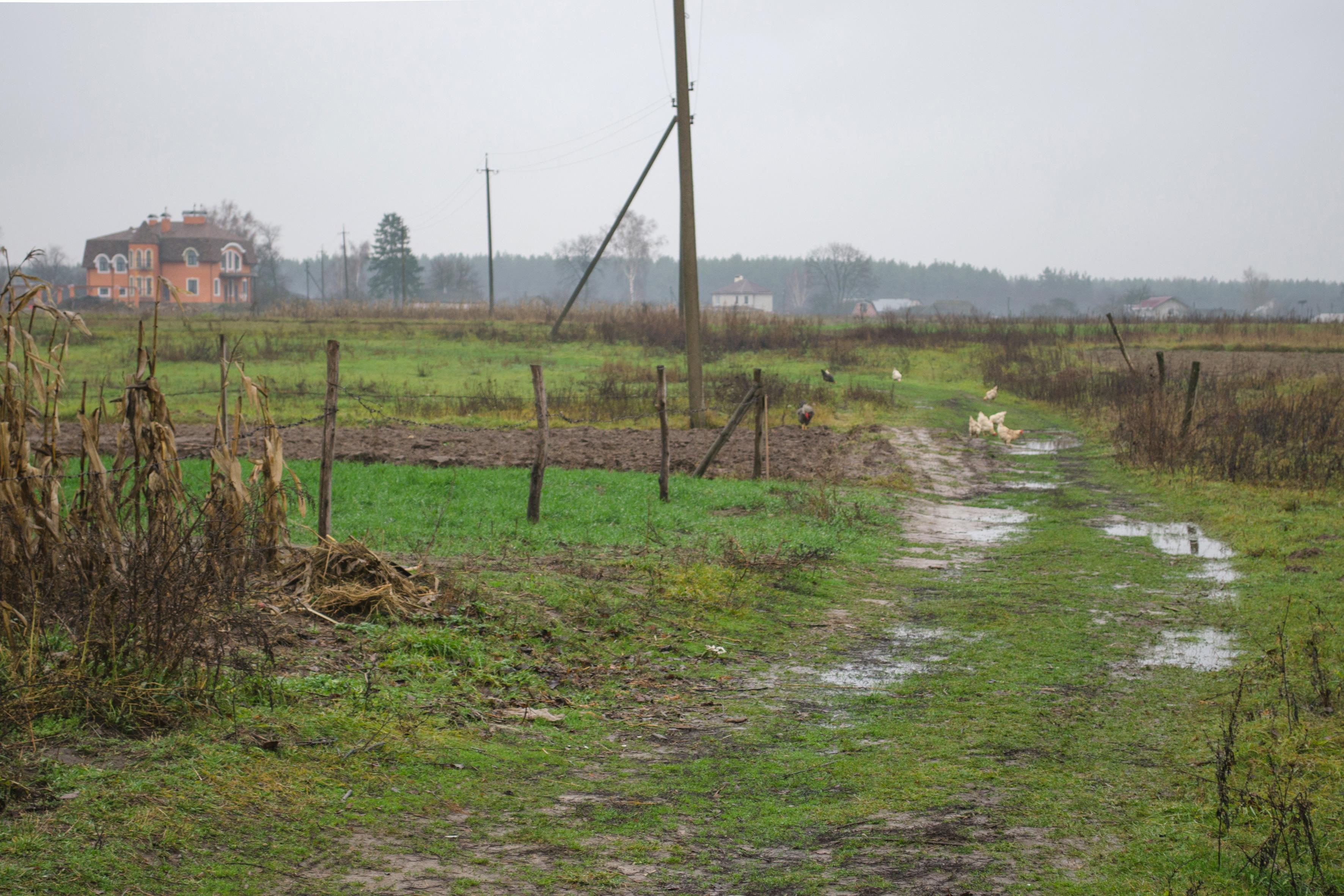
Дорога без асфальту
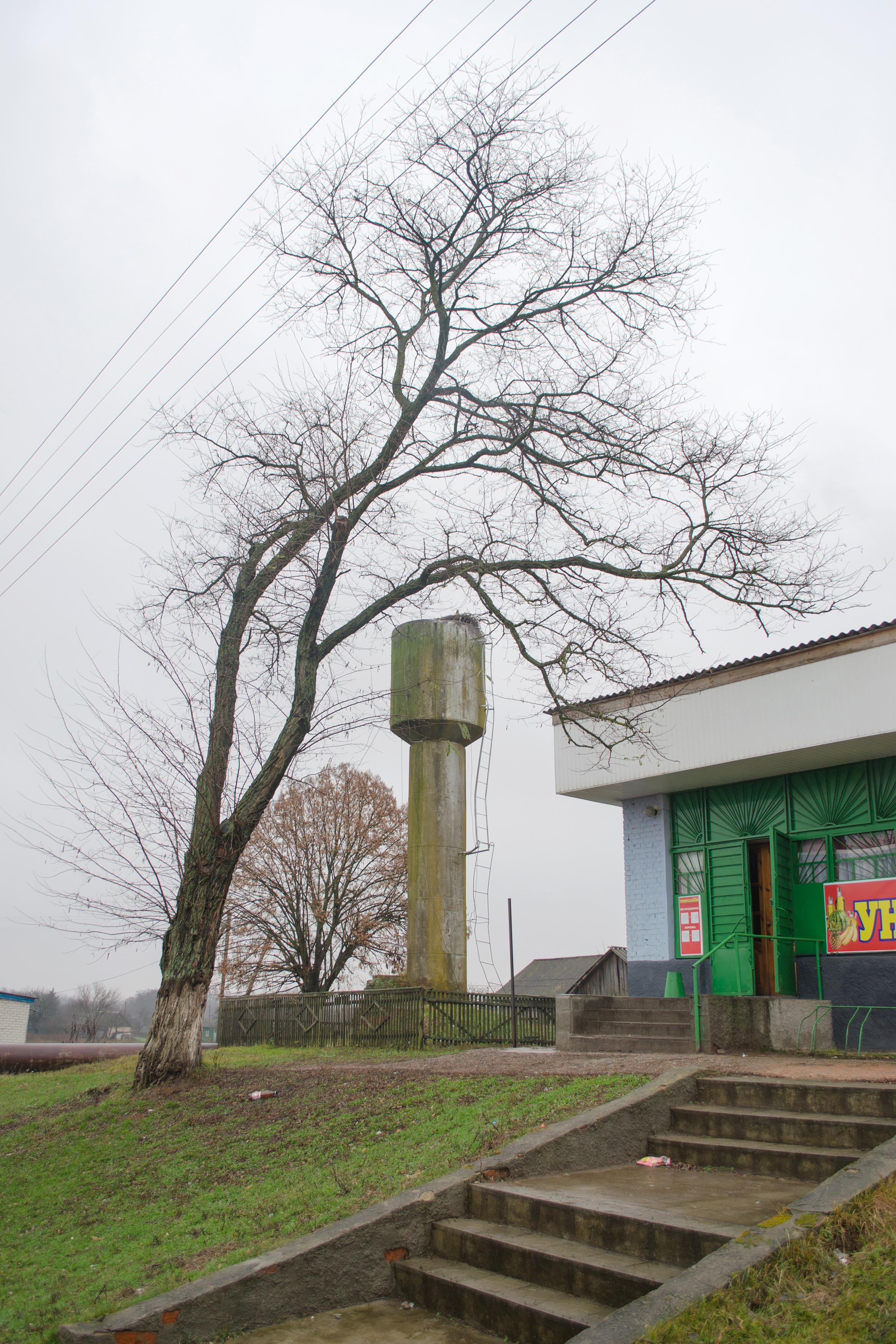
Водонапірна вежа
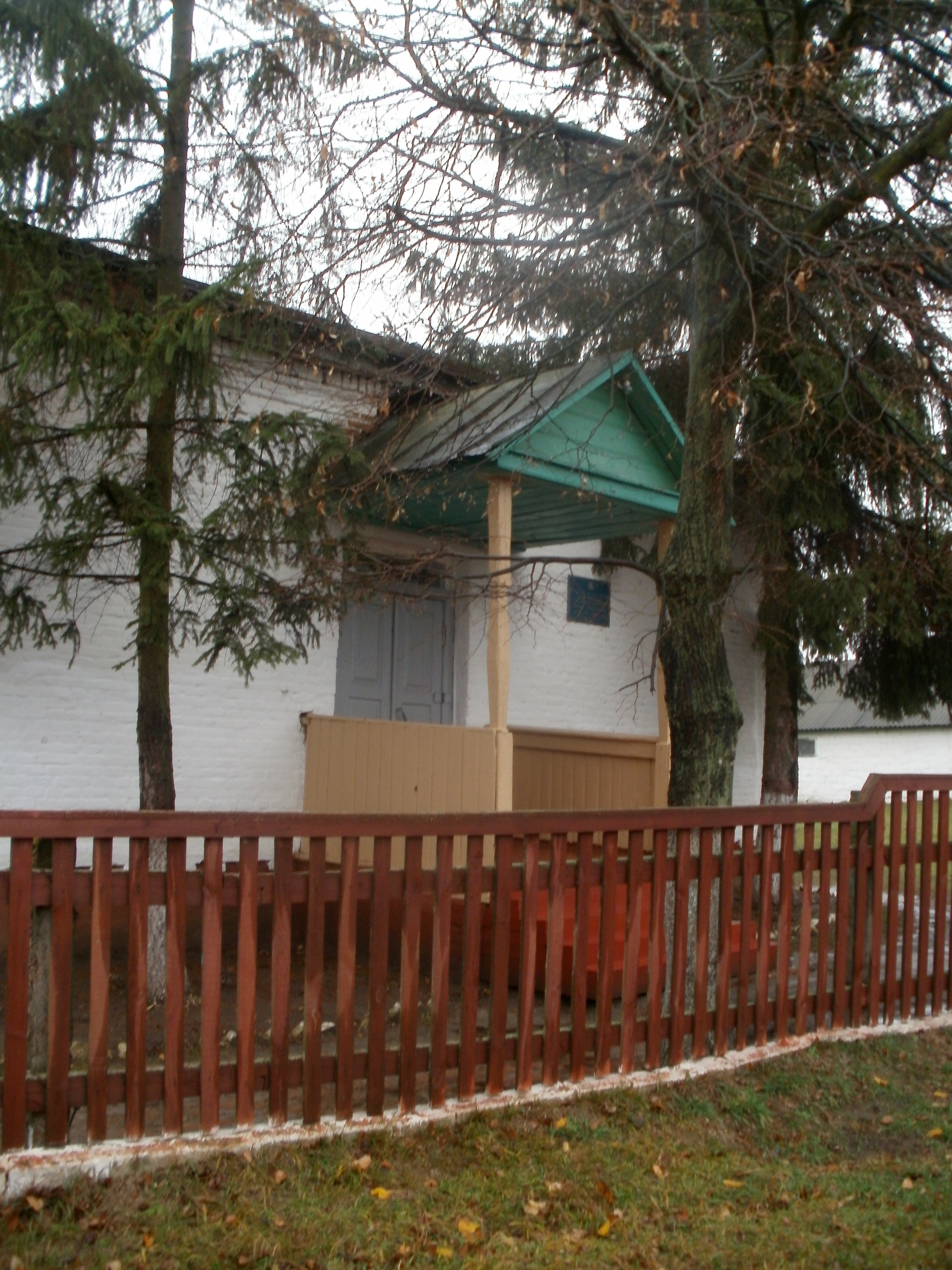
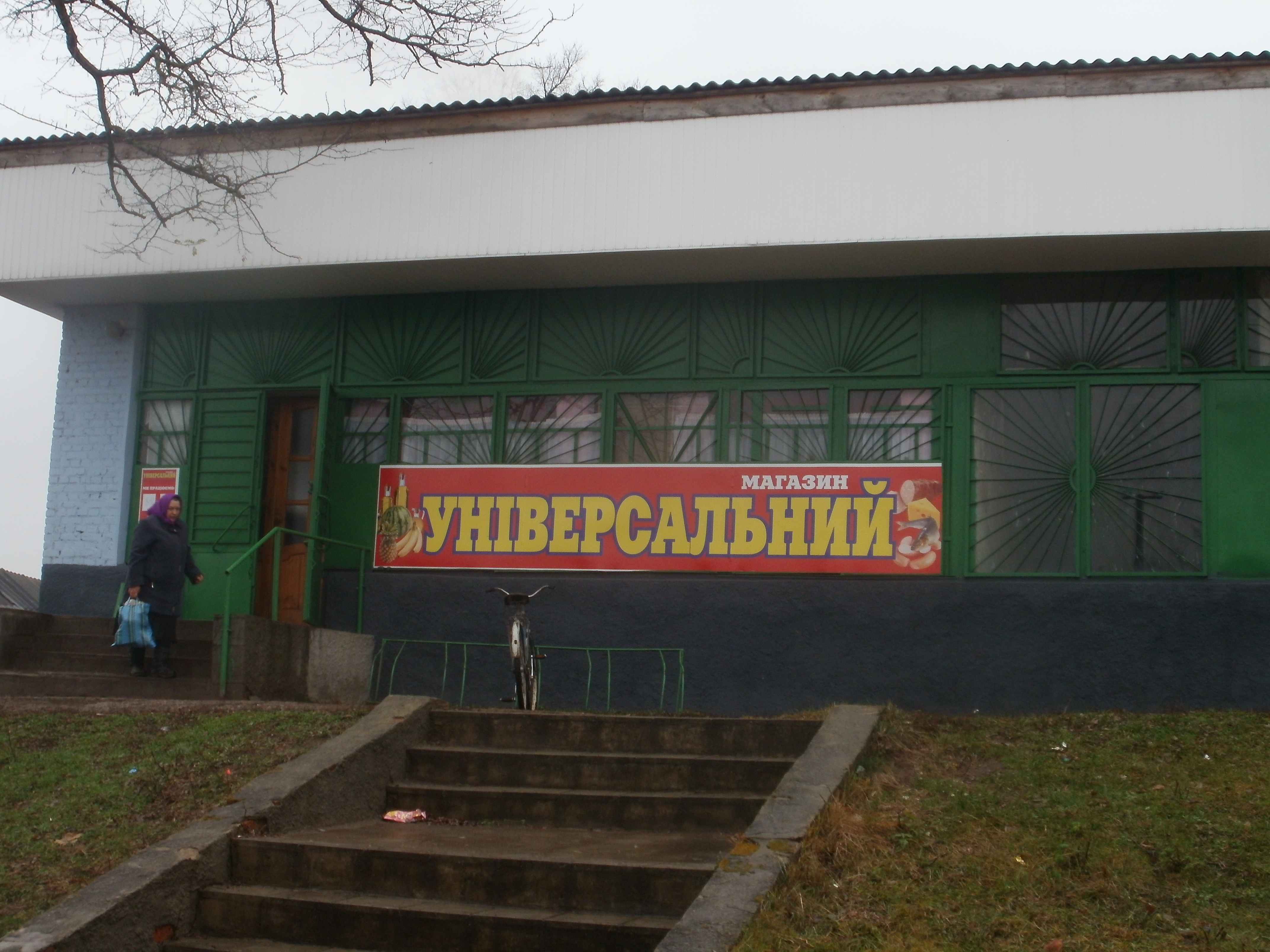
магазин у центрі
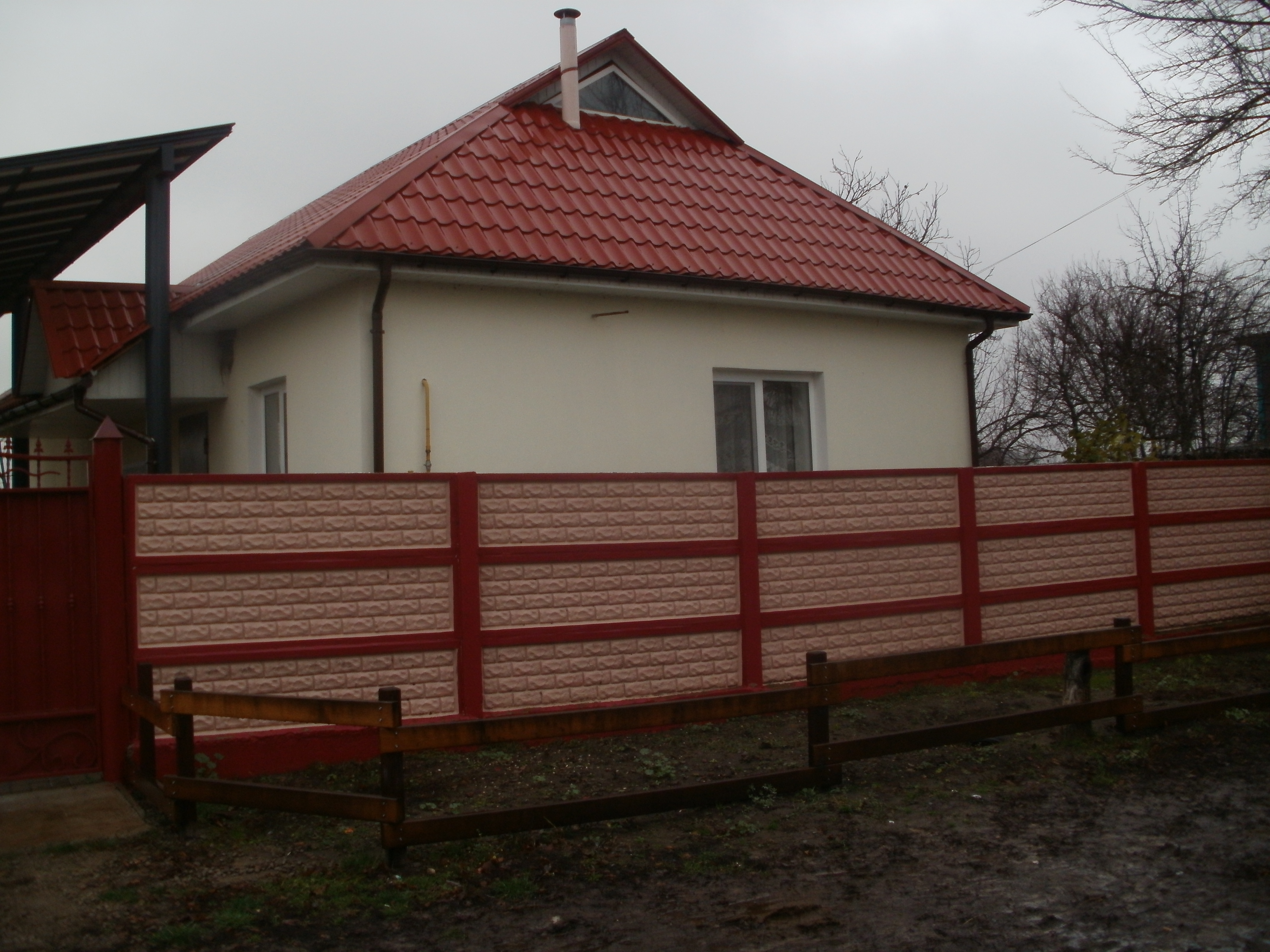
новий будинок
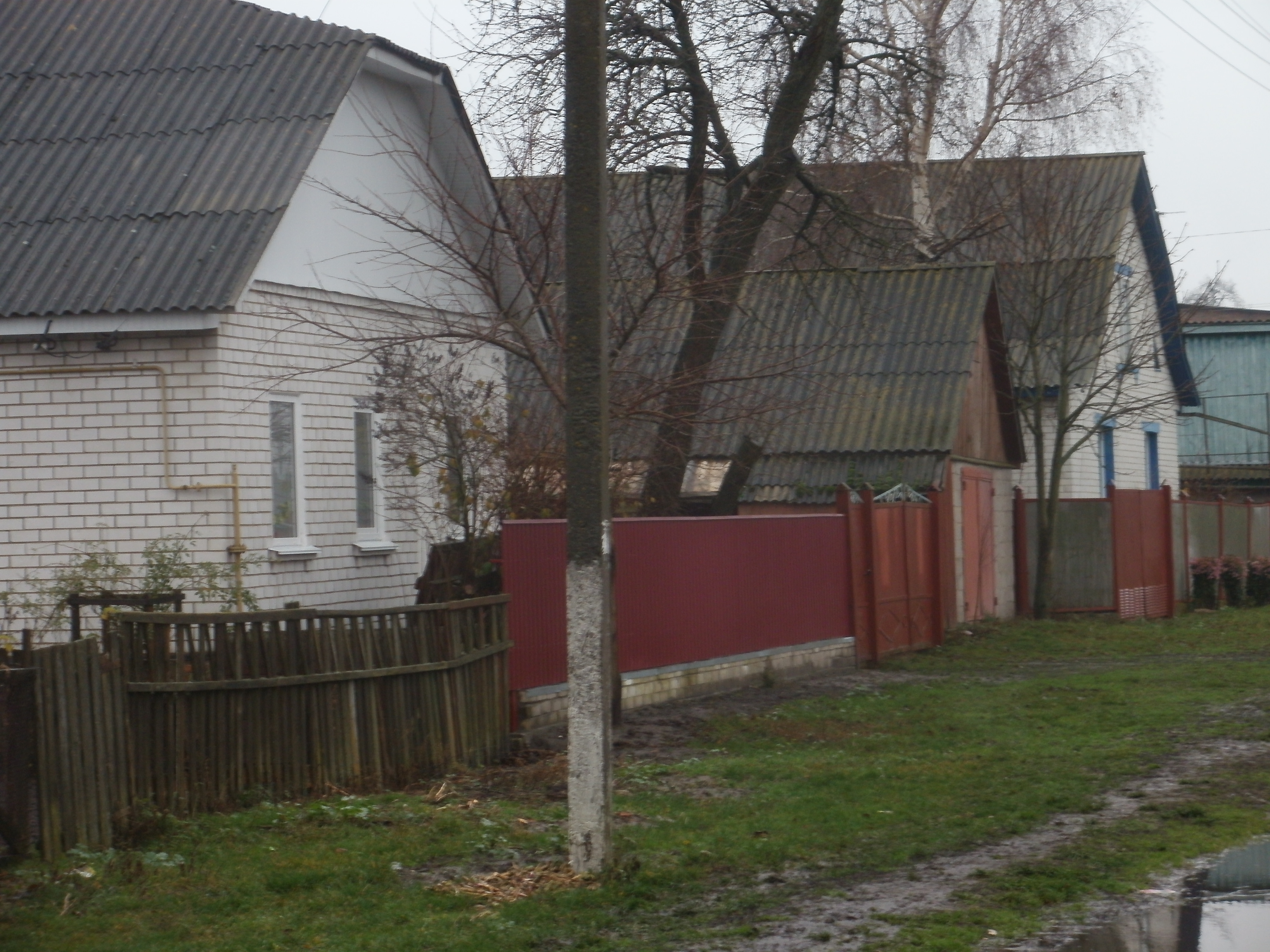
типова забудова
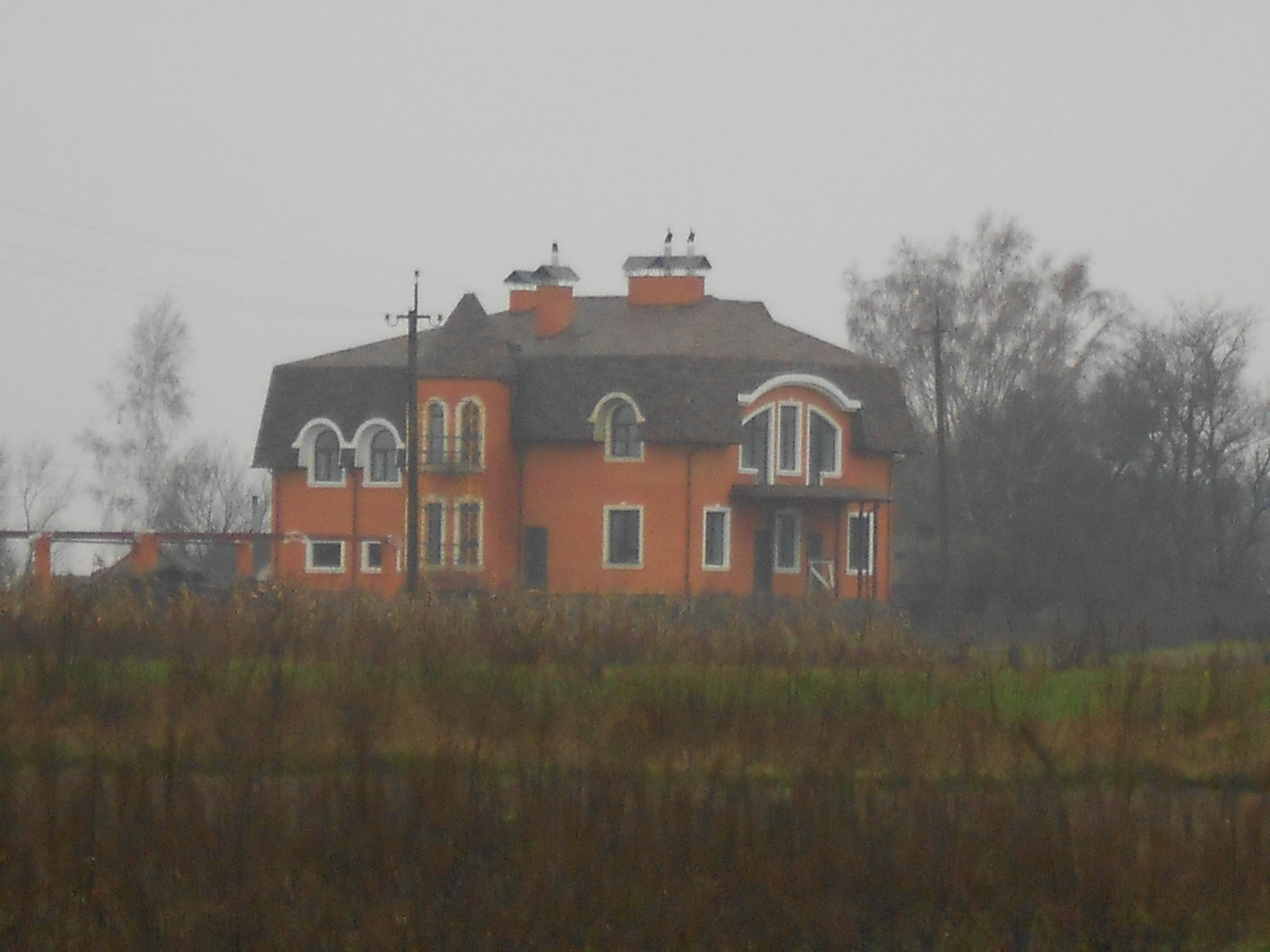
один з найбільших будинків у селі
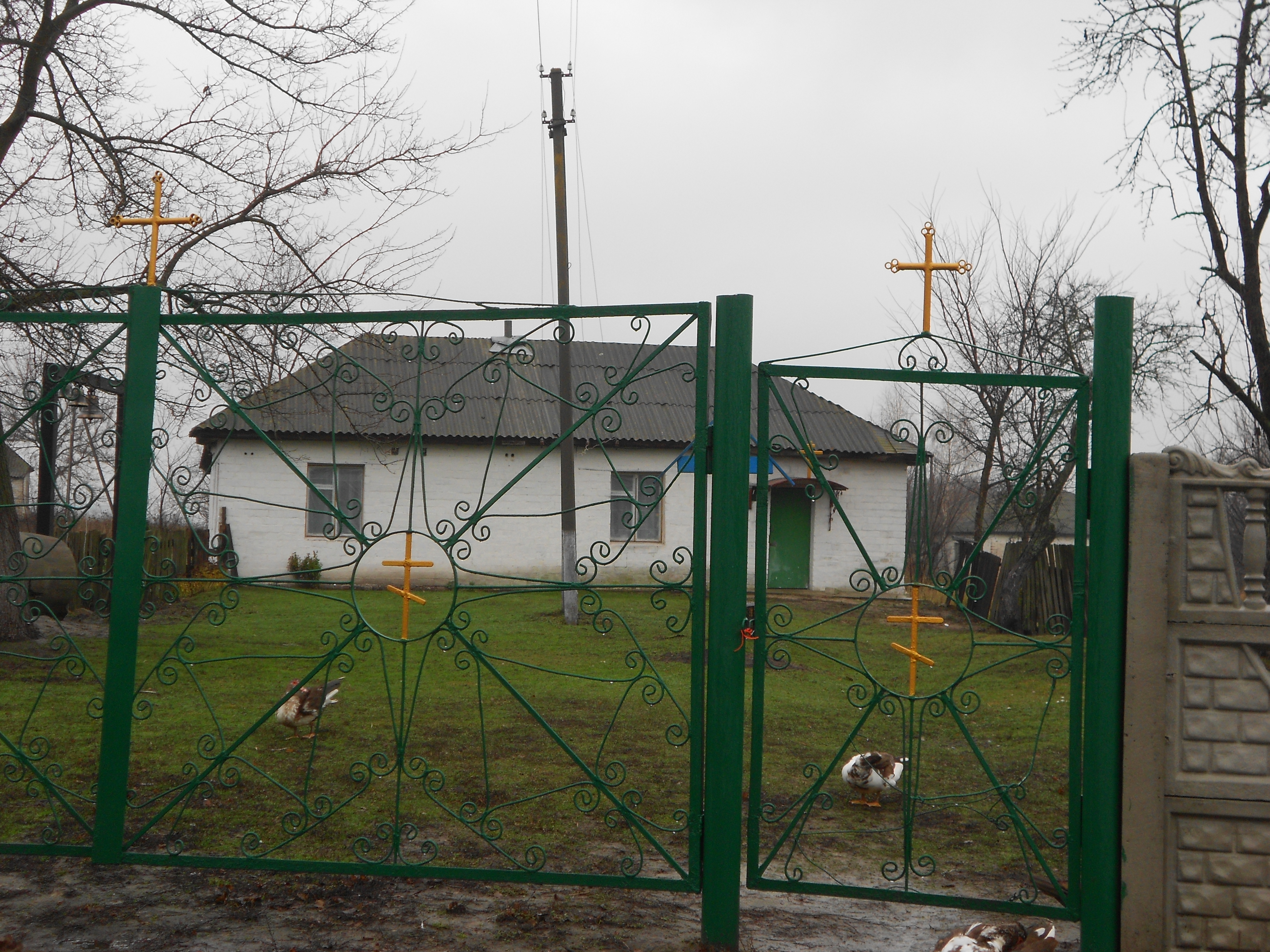
Церква
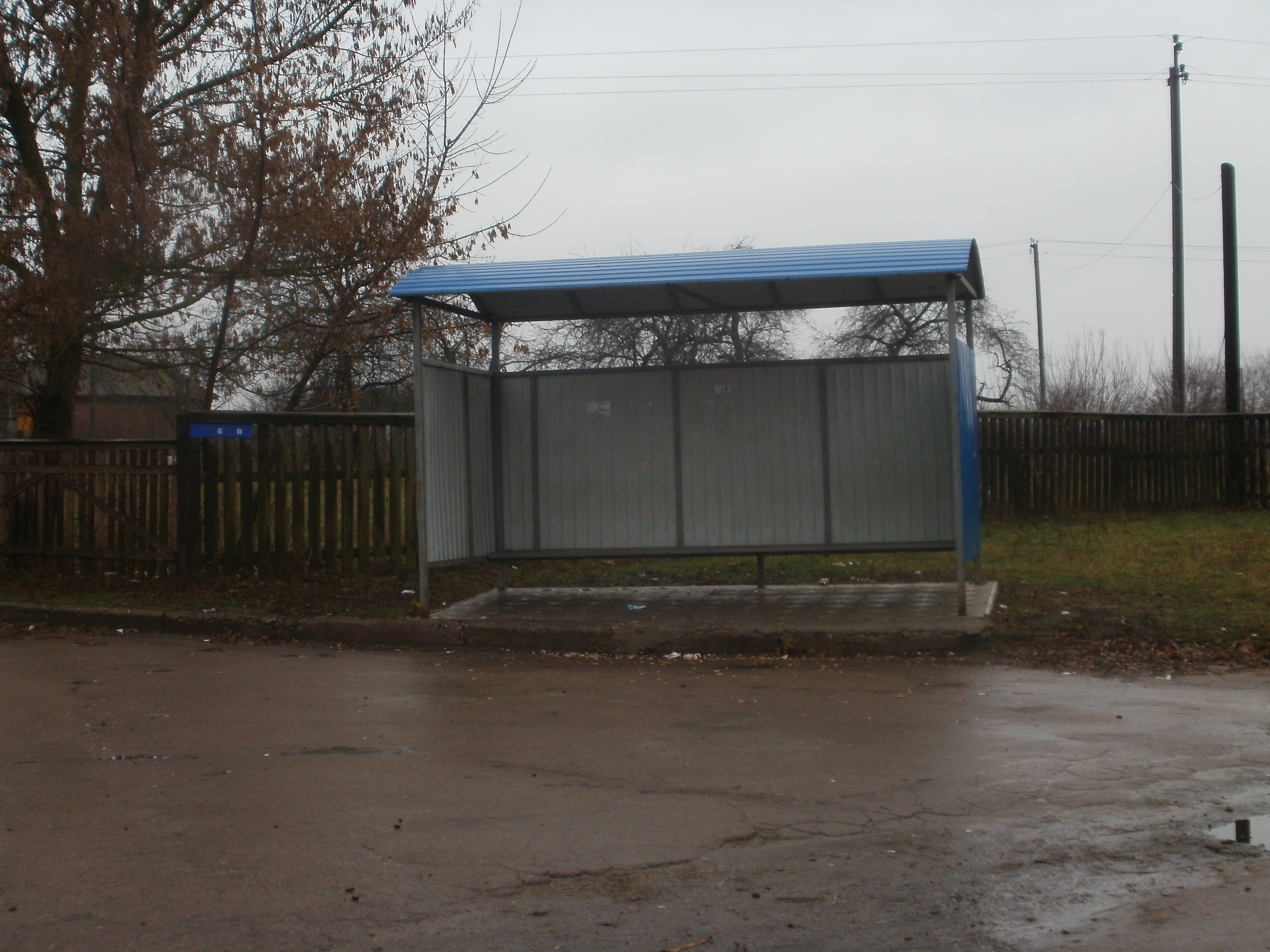
автобусна зупинка
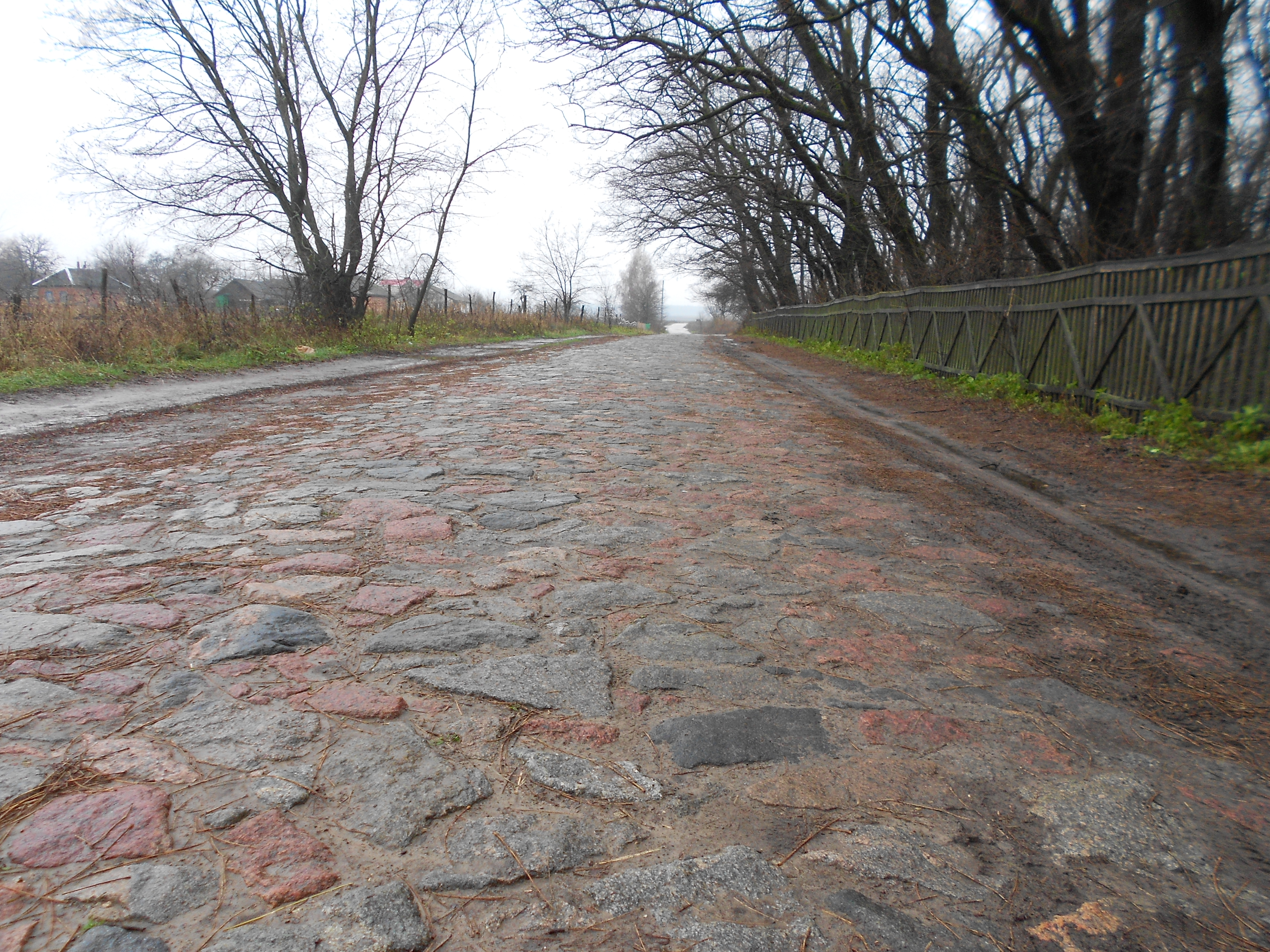
бруківка за селом
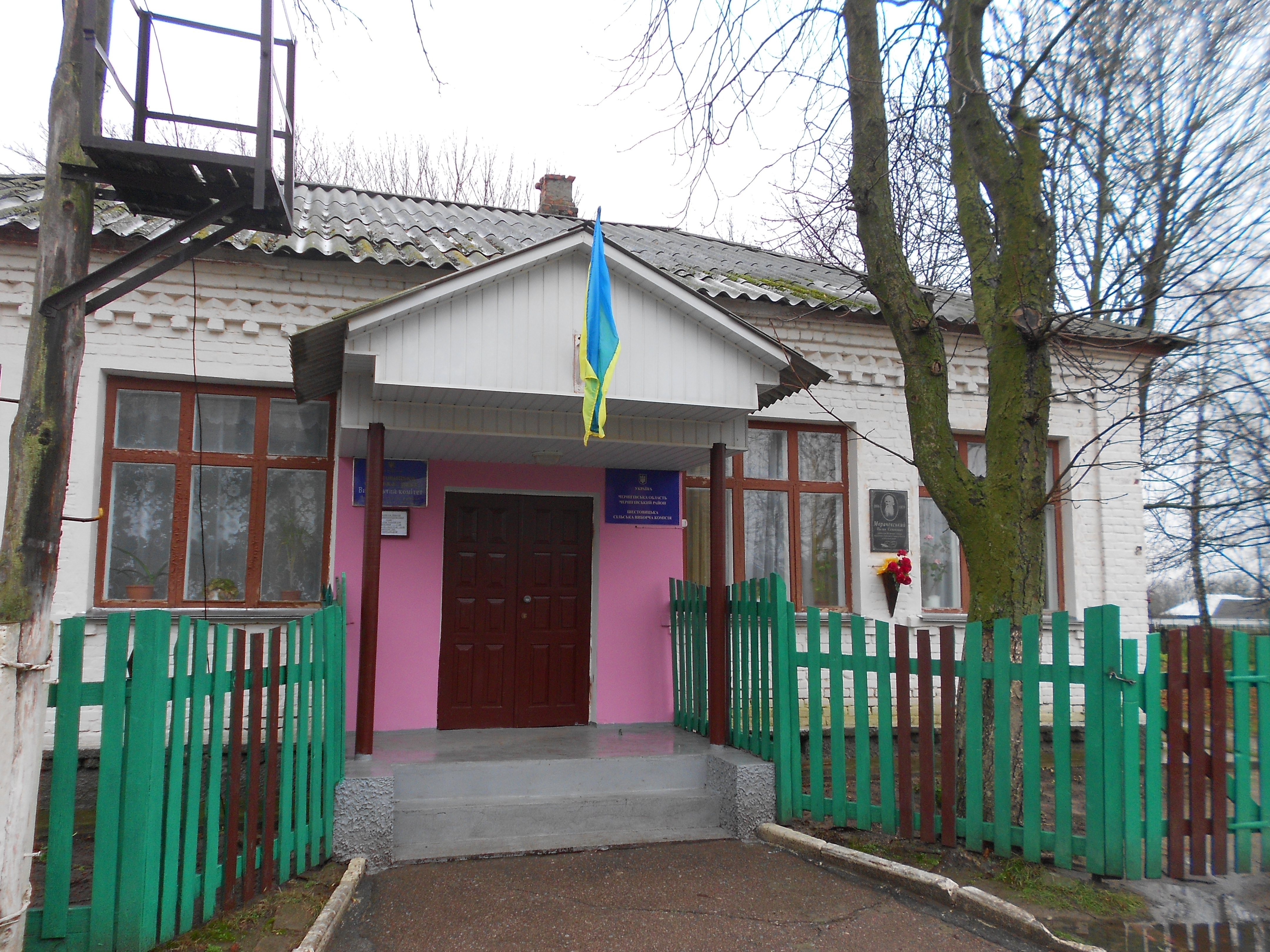
сільрада
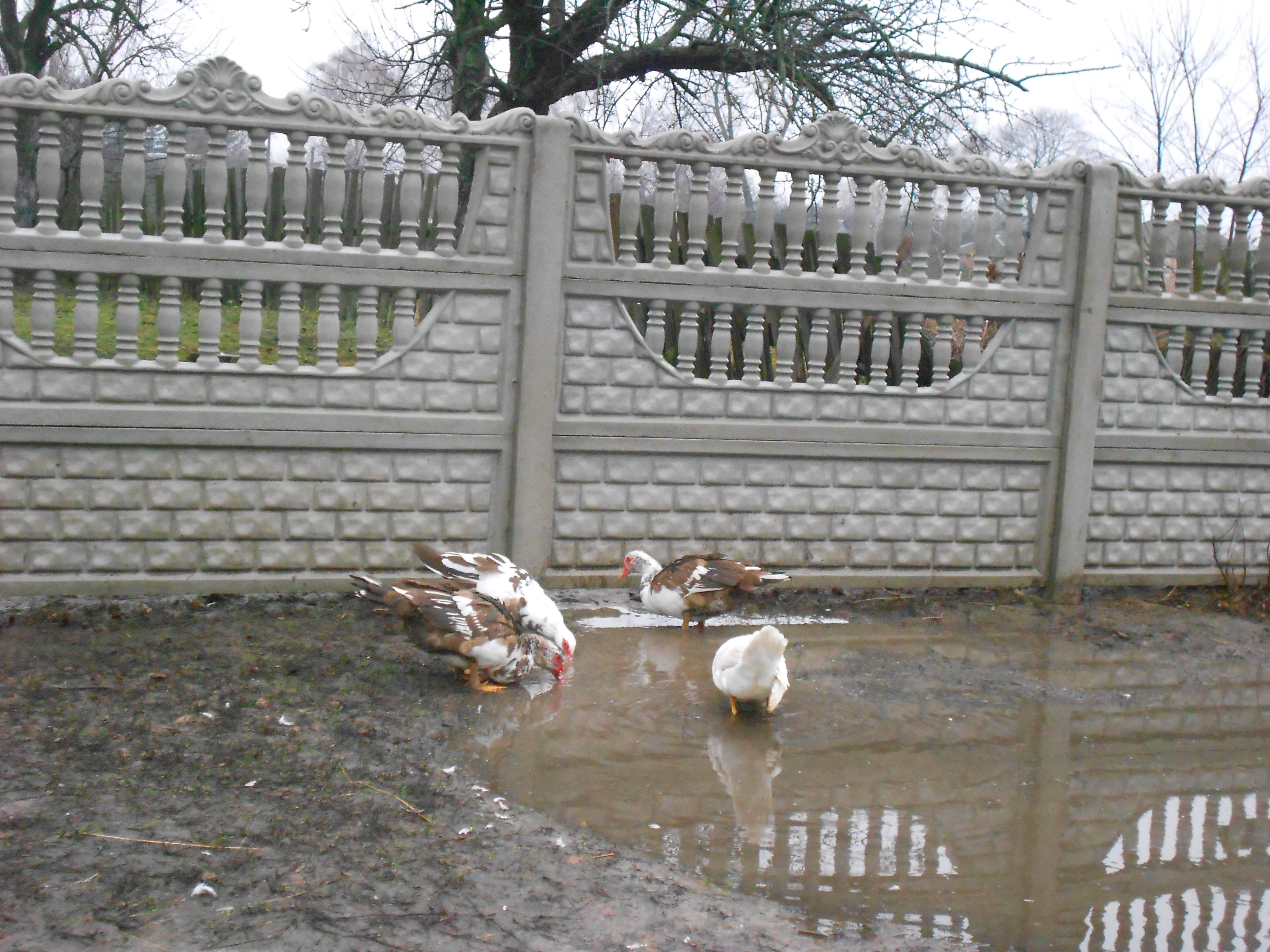
гуси
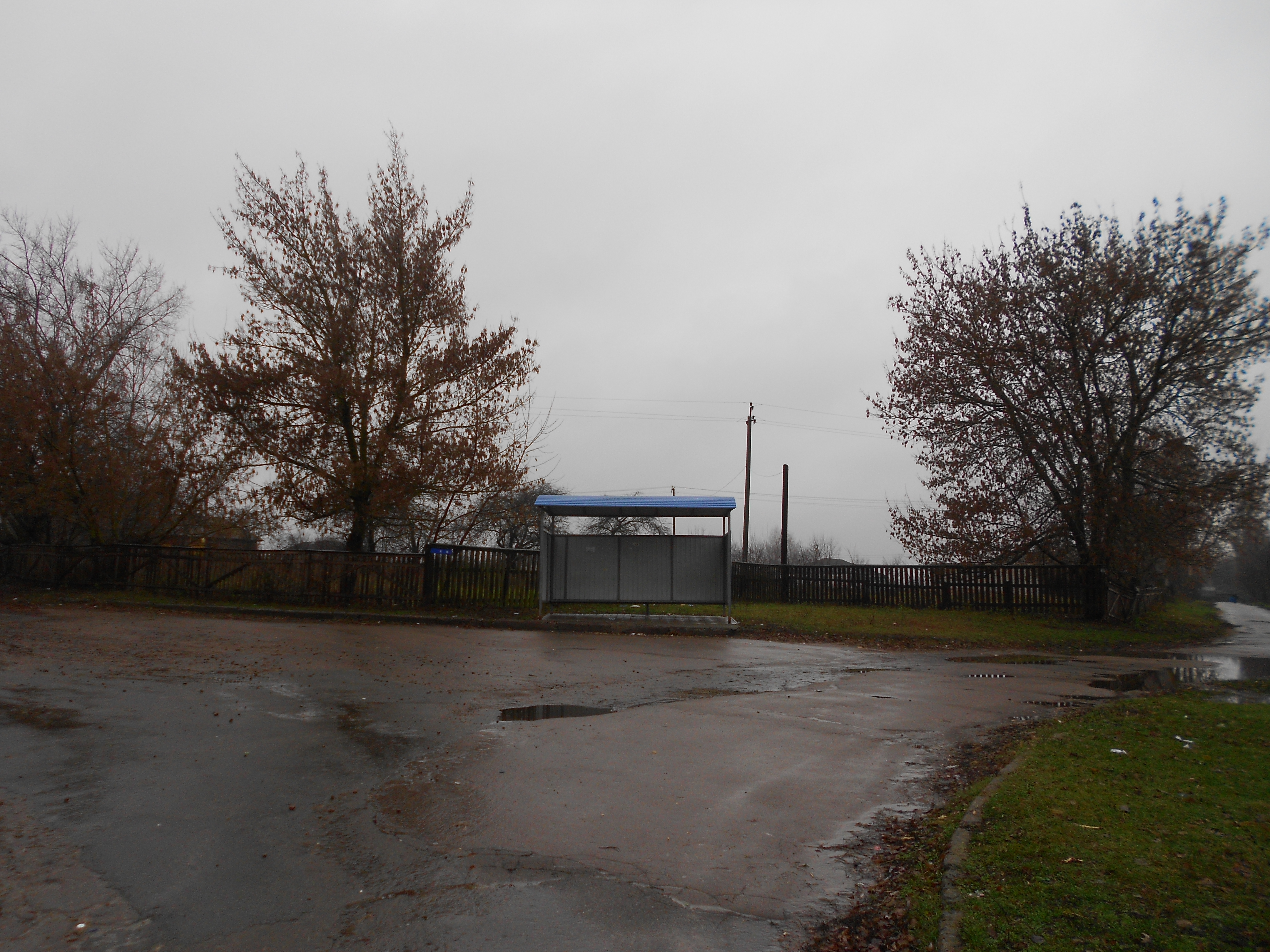
сільський типаж
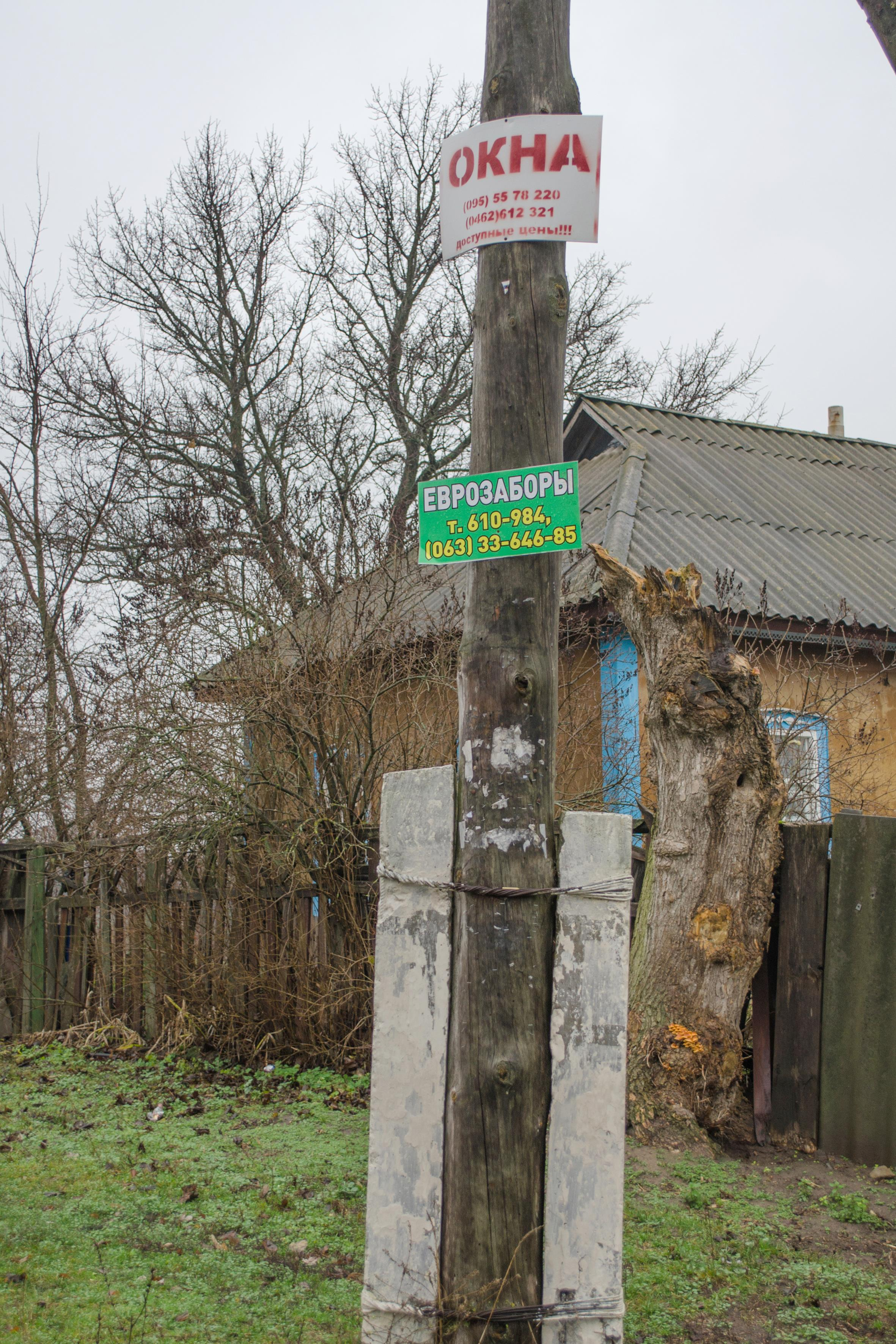
місцева реклама
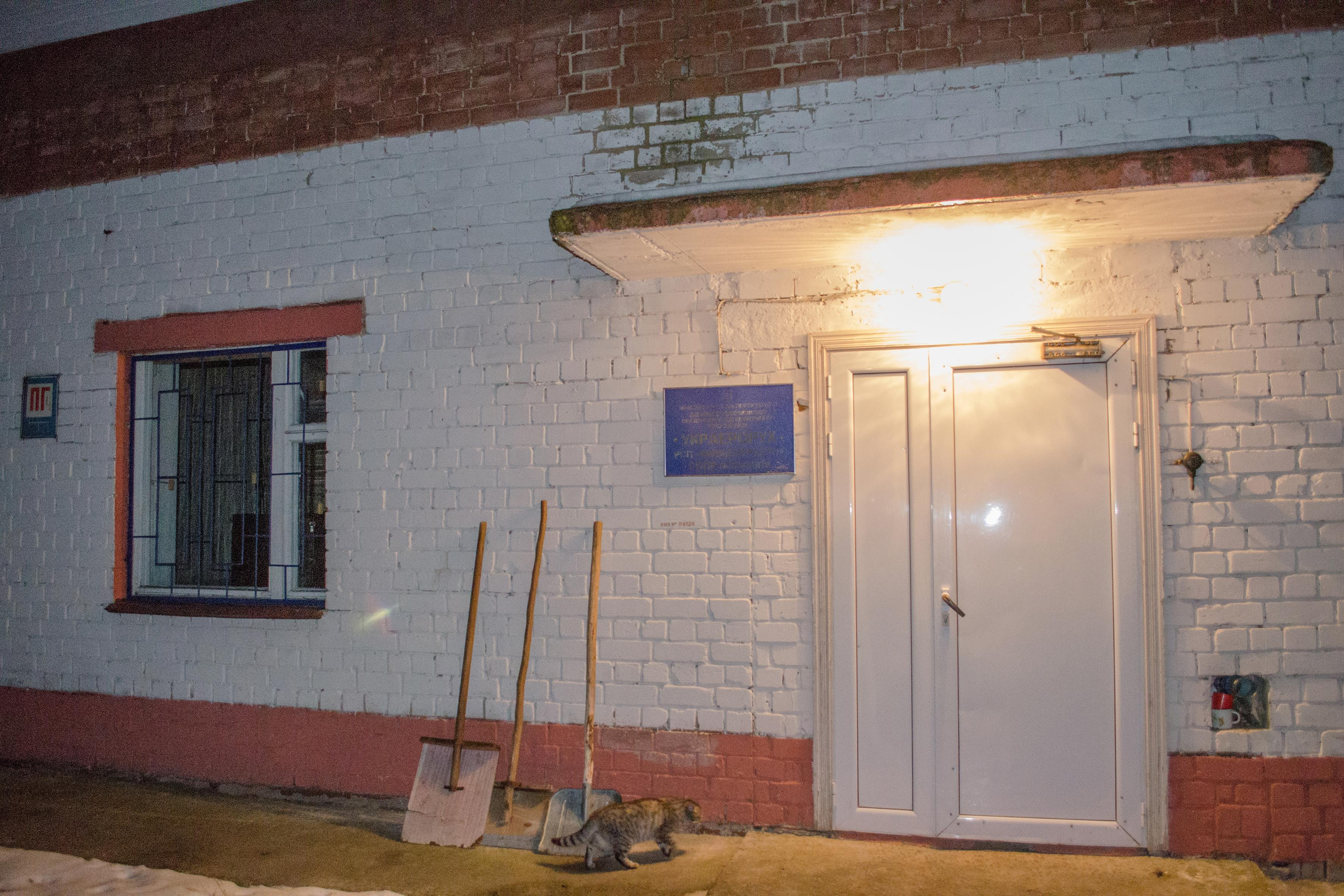
Аеропорт Шестовиця (закритий)